# セルフランセ

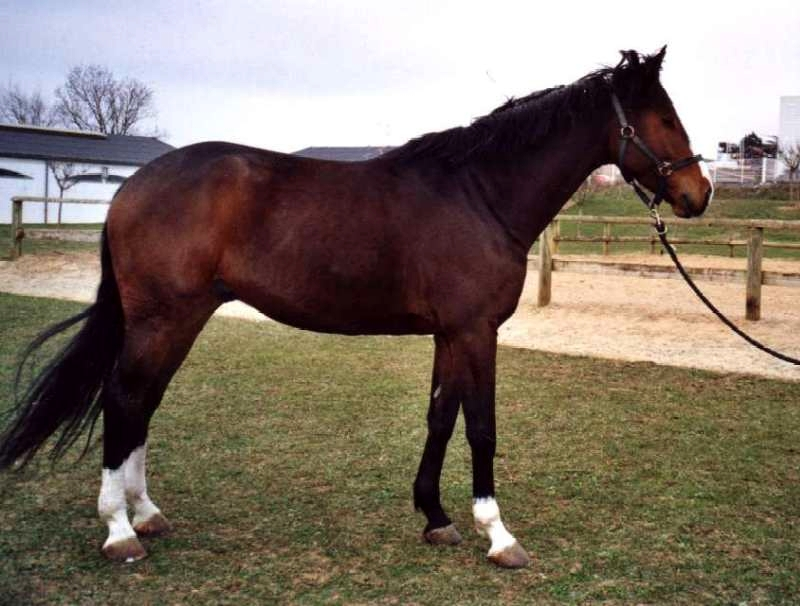
セルフランセ種の馬

セルフランセ(Selle Francais)は馬の品種の一つ。中間種に分類され、乗馬、馬術競技馬として優れた性質を持っている。
セルフランセは耐久力に優れ性質は温厚で素直。アングロアラブや軍用として価値を失ったアングロノルマン等を元にしてフランスで作られた。その他にサラブレッドやスタンダードブレッド等雑多な血が含まれている。成立したのが比較的最近の上、アングロノルマンや血統の怪しいアングロアラブをそのままセルフランセとして分類したため純系化が進んでおらず、体型などの性質は個体によってばらつきが大きい。ただ優秀な馬しかセルフランセとして登録できないため能力は高い。乗馬用として好んで使用され億単位の値が付くこともある。アテネオリンピック障害飛越競技で金メダルを獲得したブラジルのバロベットドロエト等有名な競技馬も多くいる。